# Przenoska

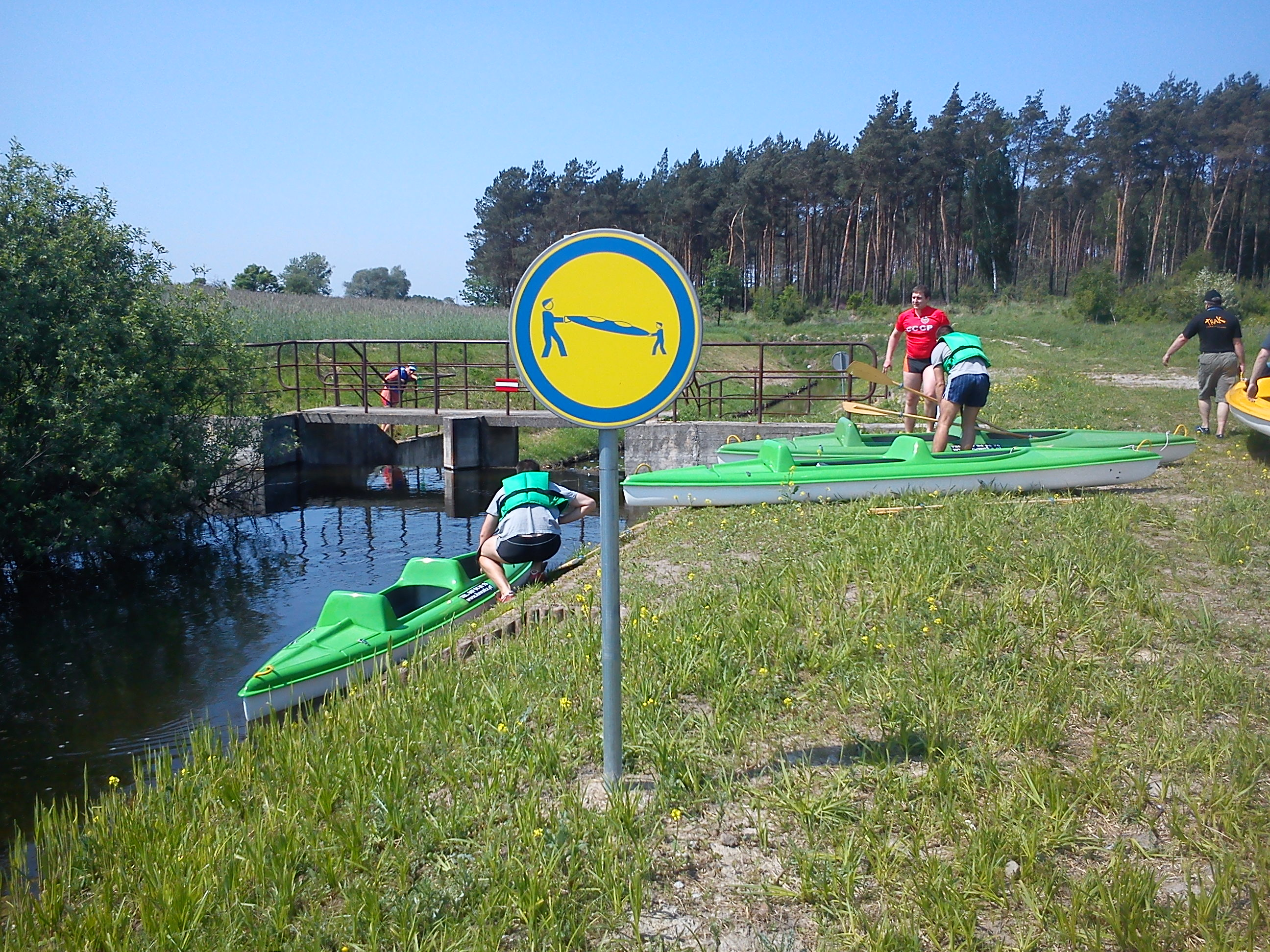
Przenoska na szlaku Puszcza Zielonka – widoczna tablica informacyjna i specjalna przystań do wodowania (rzeka Główna)

Przenoska (także: obnoska) – miejsce na szlaku kajakowym lub rzece niebędącej szlakiem, które jest niespływalne, tj. niemożliwe do przepłynięcia kajakiem żadnymi możliwymi technikami, w tym zwałkowymi. W skali WW oznaczana symbolem X, czyli niespływalne.
Przyczyną niespływalności może być przeszkoda w nurcie (np. leżące drzewo, kamienie), brak wody, śluza, jaz, bród, itp. Celem pokonania takiego odcinka należy opuścić kajak i przenieść go (lub przewieźć specjalnym wózkiem) do punktu, od którego można kontynuować spływ. Przenoską bywają określane też miejsca, które są subiektywnie zbyt trudne do przepłynięcia kajakiem dla danego kajakarza.
Przenoski na uczęszczanych i zadbanych szlakach mogą posiadać liczne ułatwienia – np. przystanie czy miejsca wodowania, a także być oznakowane odpowiednimi tablicami. W przypadku rzek o dzikim charakterze przenoski organizowane są spontanicznie przez uczestników spływów, zależnie od warunków hydrologicznych i budowy brzegów.